# Küçükköy, Ardeşen
Küçükköy là một xã thuộc huyện Ardeşen, tỉnh Rize, Thổ Nhĩ Kỳ. Dân số thời điểm năm 2010 là 128 người.